# Мастер клас
Мастер клас (енгл. master class што значи мајсторска класа или школа) је назив за врсту едукације која се одвија у виду часа на којем мању групу полазника обучавају експерти из одређене области. 
Мастер клас може бити из музике, сликања, драме; било које уметности, или било којим другим поводом у ком се развијају одређене вештине. То је уједно и врстан вид дружења и ширења контаката. Полазници мастер класа обично на завршетку добијају сертификат да су похађали одређену област. На овој врсти едукације, сви заинтересовани могу стручњацима да постављају питања за све што их интересује из дате области.

## Ко може бити полазник мастер класе
Полазник мастер класе може бити основношколац, средњошколац или студент - зависносно од статуса наставника-предавача.

## Опис музичког мастер класа
То су интерактивни часови. На њима се учи дата област, размењују се искуства, сазнају занимљивости и новине из струке. Часови подразумевају практични и теоријски део. Наиме, полазници обично припреме неке музичке комаде и свирају их (певају, ако је мастер клас из соло-певања) експерту. Сви полазници (на часу је обично и публика) скупа прате час на коме експерт ради појединачно са сваким. Полазник свира краћи комад који је припремио, а експерт слуша, потом га саветује, објашњава како нешто боље да одсвира, указује му на грешке које чини. Експерт гледа да мобилише пажњу полазника. Често убацује и анегдоте о композиторима, извођачима, објашњава решења проблема; некада и сам инструментом и свирком демонстрира како би требало одређени део комада или технички детаљ да се одсвира.
Уобичајено је да после саслушаних примедби, полазник поново одсвира део комада за који му је експерт дао примедбе, настојећи да реализује све савете и сугестије дате од стране експерта. Понављање одређеног дела полазник може чинити више пута, док не постигне најбољи резултат.

## На чему се фокусира пажња на мастер класу
На мастер класу за музичке инструменте, обично се пажња фокусира на финије детаље, те се од полазника тражи да контролише основне елементе свирања: наступ тона, тон, фразирање, динамику, ритам, темпо, интонацију; да настоји да одржи целину музичког облика дела које свира.

## У чему је вредност мастер класа
Вредност мастер класа је у томе да сви полазници могу имати користи слушајући коментаре експерта, те се тако усавршавају. Мајсторски курсеви су један од најефикаснијих средстава за музички развој, обзиром да полазници долазе у контакт с врсним стручњацима. То је често одличан начин за припрему полазника за предстојећа музичка такмичења, будуће испите или наступе уопште.

## Да ли је мастер клас продукт савременог образовног процеса
У историји музике, многи концертни извођачи давали су мастер клас. Поменимо само неке: Франц Лист као и великани као што су Јехуди Менјухин, Исак Штерн, Исак Перлман и Владимир Хоровиц.

## Уобичајена пракса
Често се дешава да извођач даје мастер клас дан раније или непосредно пре самог наступа у неком граду. Држање мастер класа пред концерт пружа извођачу уметнички подстицај и одлично је средство за прикупљање већег броја публике за сам концерт.
Често и сами композитори могу држати мајсторске курсеве студентима извођачима који студирају њихова дела. Рецимо када је то дело обавезни комад на неком предстојећем музичком такмичењу.